# Enyocera latilimbalis
Enyocera latilimbalis là một loài bướm đêm trong họ Crambidae.